# Pelvicachromis drachenfelsi
Pelvicachromis drachenfelsi ist ein Buntbarsch der im westafrikanischen Kamerun im Stromgebiet des Wouri endemisch vorkommt.

## Merkmale
Pelvicachromis drachenfelsi ist eine relativ kleine Buntbarschart, das größte für  die Erstbeschreibung untersuchte Exemplar hatte eine Länge von 6 cm. Kopf und Körper sind hellbraun bis graubraun, wobei der Rücken etwas dunkler ist. Am Ende des Kiemendeckels befindet sich ein dunkler Fleck mit blau irisierenden Rändern. Die Oberlippe ist orangebraun oder bräunlich, die Unterlippe graubraun. Kehle und Branchiostegalmembranen sind hellgelb. Gestresste, unterdrückte oder brutpflegende Tiere zeigen manchmal einen dunklen Längsstreifen auf Höhe der unteren Seitenlinie. Die Brustflossen sind transparent bis hellgelb.
Die Fische zeigen einen deutlichen Geschlechtsdimorphismus. Bei den Männchen ist die Rückenflosse hellgelb bis bräunlich, hat einen roten Rand und die oberen zwei Drittel der Flossenstrahlen sind bläulich-weiß gefärbt. Auf dem hinteren Bereich der Rückenflosse befinden sich einige bläuliche Flecke. Die Afterflosse ist gelb und hat einen dunklen Rand. Der Vorderrand der rötlichen bis hell violetten Bauchflossen ist bläulich, der erste Weichstrahl ist grau oder schwärzlich. Wie bei der Rückenflosse befinden sich im hinteren Bereich einige bläuliche Flecke. Die Schwanzflosse ist rötlich und zeigt 4 bis 7 Reihen blauer Punkte, die im unteren Abschnitt der Schwanzflosse mehr ausgeprägt sind als im oberen Bereich. Die obere Hälfte der Schwanzflosse hat einen weißen Rand, darunter liegt ein dunkler Streifen gefolgt von einem weiteren blauweißen Streifen. Die unteren Bereiche des Kiemendeckels und die Brust sind hellgelb. Die Schuppen haben dunkle Ränder.
Die Rückenflosse der Weibchen ist irisierend gelb mit einem schwarzen Rand, drunter findet sich bei einigen Exemplaren ein bläulicher Streifen. Die ersten zwei Flossenstrahlen und die Membran zwischen ihnen sind schwarz. Im weichstrahligen Abschnitt der Rückenflosse befinden sich bei einigen Exemplaren ein oder zwei schwarze Flecke. Die Schwanzflosse ist gelb mit einem bläulichen Einschlag und bei einigen Exemplaren mit einem oder zwei dunklen Flecken in der oberen Hälfte und einem durchscheinenden dunkelgrauen oder schwärzlichen Rand. Die Afterflosse ist gelb mit einer hellblauen Flossenbasis und einem dunkelgrauen bis schwarzen Rand. Die Bauchflossen sind rötlich oder dunkel violett und haben einen schwarzen Vorderrand. Die unteren Bereiche des Kiemendeckels sind gelb; die Brust ist weißlich. Der Bauch hinauf bis zur Mitte des Körpers ist rötlich.
- Flossenformel: Dorsale XVII–XVIII/8–9, Anale III/7–8.
- Schuppenformel: 16–20/6–9.

## Lebensraum
Die Terra typica von Pelvicachromis drachenfelsi ist ein Nebenfluss des Wouri in der Nähe der Ortschaft Yabassi. Er ist 4 bis 8 Meter breit, während der Trockenzeit 40 bis 130 cm tief und hat dann eine Sichtweite unter Wasser von etwa 1,2 bis 1,5 Meter. Der Gewässergrund besteht aus Sand der teilweise von Falllaub bedeckt ist und an einigen Stellen von Steinen und versunkenen Baumstämmen und Ästen. In einigen Bereichen finden sich Bestände der Breitblättrigen Hakenlilie (Crinum natans) und des Wasserfarns Bolbitis heudelotti. Die Ufer weisen dichte Bestände der Speerblattart Anubias barteri auf und werden teilweise vom dichten Regenwald beschattet. Begleitfische sind die Zahnkarpfen Chromaphyosemion riggenbachi und Epiplatys infrafasciatus, ein Leuchtaugenfisch (Procatopus sp.), die Barbe Enteromius camptacanthus und der Salmler Brycinus cf. longipinnis. Im Februar 2009 wurden an der Terra typica eine Wassertemperatur von 27 °C, ein pH-Wert von 7,3 und ein Leitwert von 24,6 μS gemessen.

## Systematik
Die Art wurde im Februar 1984 durch Otto Gartner entdeckt und war unter der Bezeichnung Pelvicachromis taeniatus „Wouri“ mehrere Jahrzehnte lang als Aquarienfisch bekannt. Im Jahr 2014 wurde sie durch den österreichischen Ichthyologen Anton Lamboj und zwei Kollegen im Rahmen einer Revision des Pelvicachromis taeniatus-Artenkomplexes erstbeschrieben und nach dem Aquarianer und früheren Präsidenten der Deutschen Cichliden-Gesellschaft Ernst-Otto von Drachenfels benannt.

## Belege
1. 1 2 3 4 5 6  Anton Lamboj, Daniela Bartel, Emiliano Dell’ Ampio: Revision of the Pelvicachromis taeniatus-group (Perciformes), with revalidation of the taxon Pelvicachromis kribensis (Boulenger, 1911) and description of a new species. Cybium: international journal of ichthyology 38(3):205–222 · Juli 2014 PDF